# 2-й Ходынский проезд
Второ́й Ходы́нский прое́зд (до 15 апреля 2013 года — проекти́руемый прое́зд № 6339) — проезд в Северном административном округе города Москвы на территории Хорошёвского района.

## История
Проезд получил современное название 15 апреля 2013 года, до переименования назывался проекти́руемый прое́зд № 6339.

## Расположение
2-й Ходынский проезд проходит от Ходынского бульвара на юг до улицы Гризодубовой. По 2-му Ходынскому проезду не числится домовладений.

## Транспорт

### Наземный транспорт
По 2-му Ходынскому проезду не проходят маршруты наземного общественного транспорта. У южного конца проезда, на улице Гризодубовой, расположена остановка «Микрорайон Ходынское поле» автобусов № 48, 175.

### Метро
- Станция метро ЦСКА Большой кольцевой линии — северо-восточнее улицы, между улицей Авиаконструктора Микояна и Ходынским бульваром.